# Ферромагнитный резонанс
Ферромагни́тный резона́нс — одна из разновидностей электронного магнитного резонанса.

## История открытия

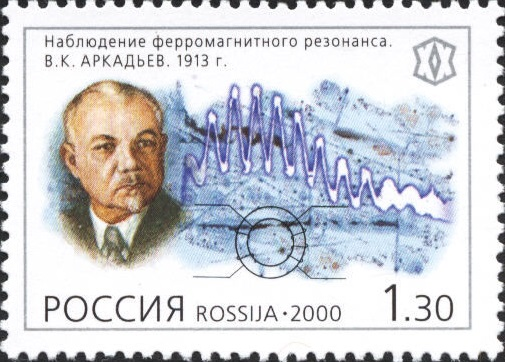
В. Аркадьев на фоне осциллограмм ферромагнитного резонанса.
Почтовая марка России. 2000 г.

Гипотезу о явлении, названным позднее ферромагнитным резонансом, первым высказал будущий академик Владимир Аркадьев. Основанием послужили эксперименты 1911—1913 годов, в ходе которых он наблюдал избирательный характер поглощения сантиметровых электромагнитных волн ферромагнетиками. Позже, в 1923 году, Яков Дорфман, исследуя расщепление линий атомных спектров в магнитном поле, так называемый эффект Зеемана, обосновал предположение В. Аркадьева, исходя из соображений квантовой физики. В 1935 году, советским физикам Л. Д. Ландау и Е. М. Лифшицу удалось вывести уравнение динамической магнитной восприимчивости, что стало математической основой теории ферромагнитного резонанса. В 1948 году американец Чарльз Киттель (англ. С. Kittel) описал связь ферромагнитного резонанса с формой образца и магнитной анизотропией материала. Экспериментально ферромагнитный резонанс в металлах впервые, в 1946 г., обнаружил Дж. Гриффитс (англ. J. Н. К. Griffiths), а в ферритах, в 1949 г., У. Хьюитт (англ. W. Н. Hewitt).

## Описание явления
Ферромагнитный резонанс проявляется в избирательном поглощении ферромагнетиком энергии электромагнитного поля при частотах, совпадающих с собственными частотами прецессии магнитных моментов электронной системы ферромагнитного образца во внутреннем эффективном магнитном поле. Или иными словами, это возбуждение во всём объёме образца колебаний однородной прецессии вектора намагниченности, вызываемых магнитным СВЧ-полем, перпендикулярным постоянному намагничивающему полю.
Ферромагнитный резонанс обнаруживается методами магнитной радиоспектроскопии. Его основные характеристики — резонансные частоты, релаксация, форма и ширина линий поглощения, нелинейные эффекты, определяются
коллективной многоэлектронной природой ферромагнетизма. При этом, наличие доменной структуры в ферромагнетике усложняет процесс, приводя к возможности появления нескольких резонансных пиков, а резонансное поглощение СВЧ энергии вызывает его локальный нагрев.
Частота ферромагнитного резонанса плоского образца в параллельном внешнем поле {\displaystyle B} вычисляется по формуле Ч. Киттеля (англ. С. Kittel):
{\displaystyle f={\frac {\gamma }{2\pi }}{\sqrt {B(B+\mu _{0}M)}}} ,
где {\displaystyle M} намагниченность ферромагнетика, {\displaystyle \mu _{0}} — магнитная постоянная (магнитная проницаемость вакуума), а {\displaystyle \gamma } гиромагнитное отношение.

## Использование
Использование явления ферромагнитного резонанса лежит в основе работы многих сверхвысокочастотных устройств: резонансных вентилей, фильтров, параметрических усилителей, преобразователей частоты, ограничителей мощности.